# (2434) Bateson
(2434) Bateson es un asteroide perteneciente al cinturón de asteroides, descubierto el 27 de mayo de 1981 por Alan C. Gilmore y la también astrónoma Pamela M. Kilmartin desde el Observatorio Universitario del Monte John, Isla Sur, Nueva Zelanda.

## Designación y nombre
Designado provisionalmente como 1981 KA. Fue nombrado Bateson en homenaje al astrónomo neozelandés Frank M. Bateson.